# Beania minuspina
Beania minuspina is een mosdiertjessoort uit de familie van de Beaniidae. De wetenschappelijke naam van de soort is voor het eerst geldig gepubliceerd in 2007 door Florence, hayward & Gibbons.